# Slavovitsa (distrikt i Bulgarien, Pazardzjik)
Slavovitsa (bulgariska: Славовица) är ett distrikt i Bulgarien.   Det ligger i kommunen Obsjtina Septemvri och regionen Pazardzjik, i den centrala delen av landet, 70 km sydost om huvudstaden Sofia.
I omgivningarna runt Slavovitsa växer i huvudsak blandskog. Runt Slavovitsa är det ganska glesbefolkat, med 28 invånare per kvadratkilometer.